# Szabla wz. 1971
Szabla wz. 1971 – polska szabla używana w ludowym Wojsku Polskim.
Do początku lat 70. XX wieku kompania reprezentacyjna Wojska Polskiego, oficerowie podczas uroczystości wojskowych, państwowych i promocji na pierwszy stopień oficerski używali szabli wz. 1921/1922. Została ona zastąpiona szablą paradną wz. 1971. Szabla nosiła też nazwę L000 lub „Wifama”.
Szabla została opracowana i wdrożona do produkcji pod koniec lat sześćdziesiątych w Widzewskiej Fabryce Maszyn „Wifama” w Łodzi. Wyprodukowano około 200 egzemplarzy, używając niemieckich maszyn z okresu II wojny światowej.

## Opis szabli
Szabla kompanii honorowej WP
Rękojeść zamknięta, oprawa mosiężna niklowana, Jelec prosty, krzyżowo-kabłąkowy, z długimi wąsami. Kabłąk tworzy z przednim ramieniem jelca kąt prosty i łukiem dochodzi do głowicy. Tylne ramię jelca zakończone płaskim pierścieniem. Trzon rękojeści drewniany, oklejony czarną skórą, karbowany poprzecznie, owinięty podwójnie skręconym drutem z białego metalu. Długi kapturek sięgający jelca, dołem uchwycony pierścieniem. Głownia stalowa, niklowana, o nieznacznej krzywiźnie, szlifowana w jedną bruzdę, z krótkim piórem. Pochwa niklowana, z dwiema ryfkami i ruchomymi koluszkami zakończona grzebieniem.

Długość szabli wynosiła 955 mm, głowni 825 mm, szerokość u nasady 22 mm.
Szabla kompanii honorowej MW
Ze względu na swoją prostą głownię był to właściwie pałasz. Posiadał rękojeść zamkniętą, oprawę mosiężną. Jelec prosty, krzyżowo-kabłąkowy, z długimi wąsami. Kabłąk tworzy z przednim ramieniem jelca kąt prosty i łukiem dochodzi do głowicy. Tylne ramię jelca zakończone płaskim pierścieniem. Trzon rękojeści drewniany, oklejony skórą, karbowany poprzecznie, owinięty podwójnie skręconym mosiężnym drutem. Długi kapturek sięgający jelca, dołem uchwycony w pierścień. W górnej części kapturka przylutowany orzeł PRL. Głownia lekka, prosta, niklowana. Pochwa pokryta czarną skórą, z trzema okuciami mosiężnymi. Szyjka z ogniwkiem i ruchomym koluszkiem na grzbiecie pochwy, ozdobiona nakładaną mosiężną kotwiczką na tle Krzyża Grunwaldu. Poniżej szeroka ryfka z ogniwkiem i ruchomym koluszkiem na grzbiecie. Dolna część pochwy okuta trzewikiem i ostrogą. Końce okuć wycinane w trójkąty poprzecznie kanelowane.

Długość pałasza wynosiła 942 mm, głowni 810 mm, szerokość 22 mm.